# 袁恪之
袁恪之（生年不詳—卒年不詳），字元祖，中国东晋政治人物，曾任黄门侍郎、侍中。祖父袁王孙，父亲袁纶。
有人问侍中袁恪之：“殷仲堪比得上韩康伯？”袁恪之回答：“两人义理成就，优劣实未辨明。可是门庭闲静，显然保存着名士的风雅，殷仲堪比不上韩康伯的。”所以殷仲堪在韩康伯的诔文上说：“柴门白天关着，庭院清幽安静（荆门昼掩，闲庭晏然）。”